# 愛のくらし
『愛のくらし』（あいのくらし）は、1971年5月21日に発売された加藤登紀子の17枚目のシングル。作詞：加藤登紀子、作曲：アルフレッド・ハウゼ。

## 概要
『愛のくらし』『悲しみの島』両曲とも、加藤がハウゼ楽団の来日コンサートで歌唱するために制作された。当初はレコード化の予定はなかったが、後日ハウゼ側から伴奏音源が送られてきたことにより発売の運びとなった。
それまでの加藤のイメージと異なる「愛」をまっすぐ描いた内容のため、売り上げは全く振るわなかった。そのため、当時の単独コンサートでは披露されていない。その後、加藤の産休中（1972年〜1973年）に札幌のレコード店が独自にキャンペーンを行ったことがきっかけとなり、北海道ローカルのラジオ番組でランキング入りした。
作者としてトミー・チルドレンという人物がクレジットされているが、これは作詞の著作権を譲渡する風習があったためであり、実際にはチルドレンは作者ではなく、日本語歌詞がオリジナルである。

## 収録曲
- 全曲作詞：加藤登紀子／作曲：T.Children / A.Hause／編曲：馬飼野俊一

1. 愛のくらし (4分4秒)
2. 悲しみの島 (3分42秒)

## カバー
- ちあきなおみ
- テレサ・テン
- 森昌子